# Maurice Buret
Maurice Buret (Sèvres, 21 de maio de 1909 - Septeuil, 23 de agosto de 2003) foi um adestrador e oficial francês, campeão olímpico. 

## Carreira
Maurice Buret representou seu país nos Jogos Olímpicos de 1948, na qual conquistou a medalha de ouro no adestramento por equipes em 1948. 

## Honras
- Cavaleiro da Legião de Honra
- Estrela de prata da Croix de Guerre